# Pacujá
Pacujá är en kommun i Brasilien.   Den ligger i delstaten Ceará, i den östra delen av landet, 1 500 km nordost om huvudstaden Brasília. Antalet invånare är 5 986.
Omgivningarna runt Pacujá är huvudsakligen savann. Runt Pacujá är det ganska glesbefolkat, med 42 invånare per kvadratkilometer.